# Grande Prêmio da Europa de 1997
Resultados do Grande Prêmio da Europa de Fórmula 1 realizado em Jerez em 26 de outubro de 1997. Décima sétima etapa do campeonato, foi vencido pelo finlandês Mika Häkkinen, que subiu ao pódio junto a David Coulthard numa dobradinha da McLaren-Mercedes, com Jacques Villeneuve em terceiro pela Williams-Renault, resultado que fez deste o novo campeão mundial.

## Resumo da prova

### Reminiscências Ibéricas
Quatro mundiais de Fórmula 1 foram decididos na Península Ibérica até hoje, a começar pelo Grande Prêmio da Espanha de 1951, onde a vitória de Juan Manuel Fangio pela Alfa Romeo em Pedralbes, garantiu o primeiro título do argentino. Anos depois, a categoria deslocou-se rumo ao sudoeste, atravessou a Serra da Estrela e realizou o Grande Prêmio de Portugal de 1960 no Circuito da Boavista. Quem compareceu às ruas do Porto naquele fim de semana, vivenciou três fatos históricos: primeira pole position de John Surtees, primeiro pódio de Jim Clark, ambos da Lotus, e o bicampeonato de Jack Brabham, então na Cooper.
Definida como última etapa do mundial de Fórmula 1 após 24 anos, a Península Ibérica vivenciou o seguinte: em vantagem na tabela, um piloto de ascendência germânica buscava o tricampeonato, enquanto seu rival de origem francesa almejava uma glória inédita após um vice-campeonato no ano anterior. No caso em questão, trata-se do Grande Prêmio de Portugal de 1984, inserido no calendário graças ao ladino Bernie Ecclestone, após a recusa de Flushing Meadows em Nova York e a impossibilidade de correr nas ruas de Fuengirola, no litoral espanhol. Vencedor no Autódromo do Estoril, o francês Alain Prost fez dobradinha com o austríaco Niki Lauda, seu companheiro de equipe na McLaren, com Ayrton Senna em terceiro lugar a bordo da Toleman. Graças a esse resultado, Niki Lauda sagrou-se tricampeão mundial com meio ponto de vantagem sobre Alain Prost. Entretanto, o francês foi o segundo colocado com a Williams no Grande Prêmio de Portugal de 1993, assegurando seu quarto e último campeonato.
Retirado do calendário de 1997, o Grande Prêmio de Portugal foi substituído pelo Grande Prêmio da Europa no Circuito de Jerez, local onde Michael Schumacher venceu em 1994. Agora na Ferrari, o alemão quer o tricampeonato, enquanto Jacques Villeneuve, da Williams, almeja uma conquista inédita para a sua carreira. Sobre o circuito português, este não retornou à Fórmula 1 desde então, sequer foi palco dos testes de inverno inerentes à categoria.

### Schumacher ou Villeneuve?
Michael Schumacher estreou no Grande Prêmio da Bélgica de 1991 como piloto da Jordan e na corrida seguinte já estava na Benetton e foi sob as ordens de Flavio Briatore que o alemão conquistou os títulos mundiais de 1994 e 1995. No primeiro caso, o desfecho aconteceu no Grande Prêmio da Austrália quando, com um ponto de vantagem na tabela, bateu de maneira proposital na Williams de Damon Hill, mas no ano seguinte o título veio em terras japonesas ao vencer o Grande Prêmio do Pacífico, encerrando o certame algum tempo depois com 33 pontos de vantagem sobre o filho de Graham Hill. Contratado pela Ferrari em agosto de 1995 a fim de soergue-la, o germânico fez seu primeiro teste com a nova equipe em 21 de novembro daquele ano, estreando pela mesma sob a direção de Jean Todt no Grande Prêmio da Austrália de 1996. Embora tenha sofrido quebras por falta de confiabilidade do equipamento, ele venceu na Espanha, Bélgica, e Itália, terminando o campeonato em terceiro, atrás de Damon Hill e Jacques Villeneuve, então pilotos da Williams.
Embora não dispusesse do melhor carro do grid (afinal a Williams foi campeã de construtores em 1997), a Ferrari melhorou com a contratação do engenheiro Ross Brawn, do projetista Rory Byrne e a experiência de Michael Schumacher, que tornou-se líder do mundial de pilotos graças à sua regularidade, pois pontuou em treze das dezesseis corridas anteriores ao Grande Prêmio da Europa somando 78 pontos, embora tivesse duas vitórias a menos que Jacques Villeneuve. Graças a esse retrospecto, o caminho do alemão rumo ao título é relativamente simples, basta chegar à frente de seu adversário ou torcer para que o canadense não pontue, uma tarefa relativamente simples, pois o único erro de Schumacher durante o ano foi sua largada bisonha no Grande Prêmio da Argentina, quando uma disputa roda a roda com Olivier Panis, da Prost, fez o germânico tocar na Stewart de Rubens Barrichello e abandonar a prova, mesmo destino da McLaren de David Coulthard.
Vencedor de sete corridas ao longo do ano, Jacques Villeneuve necessita pontuar e manter Michael Schumacher atrás de si, do contrário não conquistará seu desejado título mundial. Filho de Gilles Villeneuve, iniciou sua carreira no kart em 1984, correu no Campeonato Italiano de Fórmula 3, Campeonato Japonês de Fórmula 3 e na Formula Atlantic, até chegar na Fórmula Indy em 1994, recebendo o título de "estreante do ano". Após vencer as 500 Milhas de Indianápolis de 1995, meses depois foi campeão da Fórmula Indy. Ao ser contratado pela Williams, submeteu-se a nove mil quilômetros de testes antes de estrear no Grande Prêmio da Austrália de 1996, onde fez a pole position e liderou 50 das 58 voltas, mas devido a um vazamento de óleo no motor, abdicou da vitória e terminou em segundo lugar, atrás de Damon Hill, então seu companheiro de equipe. Ao todo, Villeneuve somou quatro vitórias e terminou seu ano de estreia na Fórmula 1 como vice-campeão.
Promovido a piloto número um da Williams após a saída de Damon Hill, o canadense empata com Michael Schumacher em abandonos por abalroamento e falhas mecânicas, mas a depender do ponto de vista, é um milagre que o piloto de Grove ainda seja candidato ao título. Vide a bizarrice de Mônaco, onde Heinz-Harald Frentzen (pole position) e Jacques Villeneuve (terceiro colocado) largaram com pneus para pista seca (confiando na previsão de um meteorologista) enquanto as outras equipes escolheram pneus intermediários para correr no asfalto molhado. Assim, enquanto a Ferrari celebrou a vitória de Michael Schumacher e o terceiro lugar de Eddie Irvine, com a Stewart de Rubens Barrichello entre eles. Mas e o time de Frank Williams? Seus carros bateram e ficaram pelo caminho. Porém, o infortúnio de Villeneuve é, essencialmente, culpa dele próprio ao bater na entrada da reta dos boxes e abandonar o Grande Prêmio do Canadá logo na segunda volta, quando estava na vice-liderança, além de rodar e ficar preso na caixa de brita quando defendia o quinto lugar no Grande Prêmio da Alemanha, mas nada supera a tolice cometida no Grande Prêmio do Japão.
Durante o treino realizado na manhã de sábado, a Stewart do neerlandês Jos Verstappen saiu da pista à saída da curva Spoon e por isso os fiscais agitaram as bandeiras amarelas, obrigando os pilotos a reduzirem a velocidade, não ultrapassar ninguém e mudar de direção, afastando-se do local da ocorrência. Outrora punido por desrespeitar esta regra no fim de semana do Grande Prêmio de San Marino, Villeneuve infringiu novamente o regulamento durante o warm up do Grande Prêmio da Itália, motivo pelo qual os comissários esportivos aplicaram uma corrida de suspensão ao canadense, sentença convertida numa espécie de "observação condicional" durante nove corridas. Omitindo suas infrações anteriores, Villeneuve considerou o veredicto "um pouco severo" ao relembrar esse fato em 2025, numa entrevista ao Canal+.
Villeneuve ressaltou o quanto a situação no campeonato lhe era favorável ao chegar no Japão, descrevendo os fatos da seguinte forma: "Mas na manhã de sexta-feira, na primeira volta, havia um carro parado e bandeiras amarelas foram acionadas. O carro estava parado, tudo bem, continuamos. Depois, os comissários decidiram me desclassificar do fim de semana inteiro. Isso pareceu um pouco severo. Nunca tinha recebido uma punição assim, e nunca houve outra como essa desde então. Todos nós na Williams sentimos que os dados estavam viciados". Nada, porém, abrandou a irritação de Patrick Head por mais um erro cometido por Villeneuve e também pelo anúncio ao final daquele dia: o canadense, mesmo largando na pole position, estava suspenso e não correria no domingo.
A interposição de um recurso garantiu a participação de Jacques Villeneuve na corrida nipônica sob sursis, mas as ameaças de Max Mosley para que retirassem a apelação indicavam um possível agravamento da pena e também a proibição da Williams em participar do Grande Prêmio da Europa, razão pela qual a equipe de Grove aceitou o veredicto e o canadense perdeu o quinto lugar obtido em Suzuka. Com apenas dez pontuações em dezesseis possíveis, Villeneuve chega em baixa à decisão do título (mesmo na vice-liderança com 77 pontos), mas não pode reclamar da sorte: devido ao cancelamento da etapa portuguesa, o Grande Prêmio do Japão seria o último de 1997, mas o prestígio da Renault permitiu que a montadora francesa saísse da Fórmula 1 em solo europeu (não obstante tenha retornado à categoria em 2002 ao comprar a Benetton).

### FIA veta "decisão por acidente"
Nelson Piquet garantiu a pole position no Grande Prêmio do Canadá de 1980, mas logo na primeira curva após a largada, sua Brabham foi espremida na mureta da Ilha de Notre Dame pela Williams de Alan Jones, resultando num pandemônio tão acentuado que exigiu o reinício da prova, fato capaz de eclipsar o caos da batida entre os candidatos ao título. Na vigésima terceira volta, o motor Ford de Piquet foi pelos ares e algum tempo depois o australiano venceu em Montreal e sagrou-se campeão do mundo. Acidentes são intrínsecos ao automobilismo, mas a conversão dos mesmos em "estratégia de corrida" mudou a percepção do público a respeito desse recurso extremo.
Alain Prost girou o volante e bateu em Ayrton Senna quando este tentou ultrapassá-lo na quadragésima sétima volta do Grande Prêmio do Japão de 1989. Naquele instante, os pilotos da McLaren lideravam a corrida e como Prost estava em primeiro e tinha dezesseis pontos de vantagem no topo da classificação, ele seguia rumo ao título, mas recorreu a uma medida extrema para derrotar seu adversário, deixando o local em seguida, como se tivesse cumprido seu objetivo. Senna, por sua vez atravessou a área de escape, fez um pit stop, guiou de maneira férrea e venceu a corrida. Desclassificado por violar o regulamento (segundo os comissários, ele deveria dar ré e entrar na chicane no mesmo ponto onde saíra), o brasileiro foi fustigado e ameaçado por Jean-Marie Balestre, presidente da FIA e da extinta FISA, nos meses seguintes e aguardou até o Grande Prêmio do Japão de 1990 para revidar e o fez na reta de Suzuka ao emparelhar sua McLaren com a Ferrari de Prost momentos após a largada, e quando os carros se tocaram e saíram da pista em alta velocidade, o campeonato foi decidido em favor de Senna.
Nem a artimanha antiética de 1989 ou o revide temerário de 1990 receberam reprimendas ou sanções por parte da FIA e da FISA, comandadas naquele momento por um conterrâneo, aliado e amigo de Alain Prost. Mas em 15 de fevereiro de 1991, a FISA divulgou um conjunto de medidas, entre elas a punição dos "pilotos causadores de acidentes". Tais regras tornaram os pilotos corresponsáveis pela segurança nas pistas, arrefecendo os ânimos entre os competidores, embora as "rusgas eventuais" cativassem os fãs. Já sob o comando de Max Mosley, a FIA absorveu a FISA e enfrentou uma série de eventos traumáticos durante o Grande Prêmio de San Marino de 1994: o acidente de Rubens Barrichello na sexta-feira, a morte de Roland Ratzenberger no sábado e a morte de Ayrton Senna no domingo, além do acidente de Karl Wendlinger em Mônaco, sem mencionar os sustos entre a prova monegasca e a da Espanha: Pedro Lamy fraturou as pernas num teste da Lotus em Silverstone e Olivier Panis acidentou-se com a Ligier na França, ambos por quebra da asa traseira, mas nada superou o déjà vu de Andrea Montermini: substituto de Roland Ratzenberger na Simtek, o italiano perdeu os sentidos ao bater com violência na entrada da reta dos boxes no Circuito de Barcelona e fraturar os pés.
Solapada em seus alicerces, a Fórmula 1 tornou-se mais rígida quanto às suas regras, protocolos e questões relativas à segurança: no Grande Prêmio da Grã-Bretanha, não se sabe por qual razão objetiva, Michael Schumacher colocou sua Benetton à frente de Damon Hill por três vezes durante a volta de apresentação, sendo que o britânico da Williams era o pole position. O alemão recebeu um stop and go de cinco segundos, mas não cumpriu a punição e recebeu uma bandeira preta, contudo uma ação de bastidores envolvendo os comissários desportivos, a direção de prova e a cúpula da Benetton (formada por Flavio Briatore, Ross Brawn, Tom Walkinshaw, Joan Villadelprat e Pat Symonds) anulou a bandeira preta, Schumacher cumpriu o stop and go, terminou em segundo lugar e sua equipe foi multada em US$ 25 mil.
No final de julho, o Conselho Mundial da FIA reuniu-se em Paris para julgar as infrações ocorridas em Silverstone, a principal delas a conduta de Michael Schumacher e da Benetton. Desclassificado desta prova, o piloto ficou sem os pontos conquistados e foi suspenso por duas corridas, enquanto a equipe das cores unidas foi multada em US$ 500 mil pela fanfarronice em terras britânicas e US$ 100 mil pela detecção de programas (ou mecanismos) ilegais nos seus computadores, neste caso após auditoria da Liverpool Data Research Associates. Mediante recurso, Schumacher pôde correr nas três etapas seguintes, mas foi desclassificado no Grande Prêmio da Bélgica, quando uma vistoria técnica detectou um desgaste acima do permitido na prancha lígnea inserta sob o assoalho de seu carro e Damon Hill herdou a vitória, assim como triunfou no Grande Prêmio da Itália e no Grande Prêmio de Portugal, onde o alemão não correu devido à punição que recebera, confirmada num veredicto unânime pelo Tribunal Internacional de Apelações da FIA.
Cumprida a sentença e encerradas as questões jurídicas, a disputa pelo título seguiu de maneira ferrenha nas etapas seguintes, contudo, as preocupações com segurança e os valores desportivos caíram por terra no Grande Prêmio da Austrália de 1994, quando pressionado pela Williams de Damon Hill, o alemão Michael Schumacher saiu da pista, bateu no muro externo da curva East Terrace, voltou ao traçado e jogou sua Benetton em cima do rival e sagrou-se campeão mundial por um ponto de vantagem. Dias depois, um comunicado da FIA asseverou não existirem provas suficientes para convocar Schumacher e Hill perante o Conselho Mundial, encerrando assim as incertezas sobre o título de 1994, todavia a guardiã do automobilismo "estuda medidas para evitar futuras decisões polêmicas em seus campeonatos", com o fito de "evitar que um próximo Mundial possa ser decidido em um acidente". Três anos depois, a presença do alemão disputando o título em condições similares, reavivou a memória dos que temem um desfecho igual no quesito urbanidade desportiva, sobretudo porque foi ele quem soprou o braseiro: "Não tenho dúvidas de que Jacques Villeneuve é um adversário leal. Penso apenas que Heinz-Harald Frentzen pode passar dos limites tentando bloquear meu caminho".
Fazer uma declaração nesses termos não é usual ou aceitável, no entanto o ferrarista agiu de caso pensado, pois evita questionamentos sobre os acidentes contra Mika Häkkinen no Grande Prêmio de Macau de 1990 e Damon Hill no Grande Prêmio da Austrália 1994, além de fustigar psicologicamente a dupla da Williams. No entanto, cogitar que a decisão do título mundial possa ocorrer num acidente revelou-se inadequada, obrigando Schumacher a mudar o discurso. "Todos querem ver uma luta direta entre Jacques e eu, e é o que quero também. Quero vencer a corrida e, assim, vencer o campeonato, e não por um acidente ou algo do tipo. Este não é o meu objetivo".

### Triplo empate no treino oficial
Na sexta-feira a pista de Jerez estava empoeirada e na manhã de sábado tinha pouca aderência, mas os bloqueios "incomuns" de Irvine sobre Villeneuve lembraram ao público a inquietante possibilidade de um acidente entre os candidatos ao título. Mesmo resfriado, o canadense da Williams foi ao box da Ferrari e desferiu impropérios contra o número dois da equipe vermelha antes de falar sobre o caso. “Esta é a quarta vez que ele faz isso comigo aqui em dois dias. É apenas um jogo psicológico estúpido que eles estão jogando", declarou o vice-líder do certame para, em seguida, ressaltar o quão longe a Ferrari está disposta a ir para que Michael Schumacher vença o campeonato.
Quando os carros saíram dos boxes rumo ao asfalto para o treino oficial, demorou quatorze minutos para que Villeneuve extraísse o máximo de seu primeiro jogo de pneus com 1:21,072, melhor tempo do dia. Inquieto, o público aguardou pela resposta de Schumacher e quando este cruzou a linha de chegada, surpresa: ele marcou o mesmo tempo do adversário! No box da Williams, a apreensão deu lugar ao alívio, enquanto na Ferrari os semblantes eram de decepção. Sem poder contar com Irvine por "insuficiência de desempenho", o time de Maranello acompanhou a volta rápida de Frentzen e ao final da mesma aconteceu o impossível, pois o outro piloto de Frank Williams igualou Villeneuve e Schumacher, ou seja, ocorreu um empate triplo em busca da pole position, algo inédito na Fórmula 1.
O furor em torno dessa proeza foi tanto que os jornalistas esmiuçaram a cronometragem da TAG Heuer, apenas para atestar-lhe a lisura. Conforme as regras, Jacques Villeneuve assegurou a pole position, com Michael Schumacher em segundo e Heinz-Harald Frentzen em terceiro lugar, respeitando a ordem na qual eles foram à pista e marcaram seus tempos. Enquanto isso, poucos destacaram o excelente quarto lugar de Damon Hill com a Arrows, apenas cinquenta e oito milésimos de segundo abaixo da tríade veloz. Finda a sessão, Villeneuve e Schumacher mostraram-se satisfeitos com o resultado, enquanto Frentzen e Hill tinham algo mais a dizer. O alemão da Williams declarou não ter feito melhor porque ficou de lado na chicane em sua tentativa, enquanto Hill foi taxativo: poderia ter ficado em primeiro se a Minardi de Ukyo Katayama não tivesse rodado à sua frente na última curva, provocando uma bandeira amarela. Finalizando o grupo dos melhores classificados, a McLaren capturou a terceira fila com Mika Häkkinen e David Coulthard.
Perquirindo os resultados de sábado, não se pode negar o valor da pole position de Jacques Villeneuve (a última na carreira do mesmo), mas como é Michael Schumacher quem detém a vantagem na classificação, a distribuição de forças no grid influirá no resultado da porfia entre os dois. O canadense da Williams terá a salvaguarda de Frentzen, mas o alemão da Ferrari conta com Eddie Irvine para equilibrar o jogo e disporá do auxílio de seu irmão, Ralf Schumacher; e mesmo que Damon Hill alie-se ao grupo de Villeneuve, os carros da Sauber podem ser requisitados a intervir por Jean Todt, diretor-geral da Ferrari, afinal os motores de Johnny Herbert e Norberto Fontana vêm de Maranello. Caso assuma o primeiro lugar após a largada, Michael Schumacher terá mais "aliados" em relação ao seu adversário e essa "miríade de possibilidades" atiçou quem era "conspiracionista". No warm-up realizado na manhã de domingo, Mika Häkkinen foi o mais veloz e os aspirantes ao título pilotaram com discrição, contudo Max Mosley foi o responsável pela declaração mais forte do dia, pois no briefing para os pilotos, ele fez uma longa explanação onde anunciou "punições draconianas" contra qualquer piloto que agisse para influenciar a decisão do mundial de Fórmula 1.
Alheio ao clima subjacente de tensão, Gerhard Berger despede-se da Fórmula 1. Egresso da ATS, ele estreou no Grande Prêmio da Áustria de 1984 e conquistou sua primeira vitória, e também da Benetton, no Grande Prêmio do México de 1986. Último piloto escolhido por Enzo Ferrari para guiar os famosos carros vermelhos, sobreviveu a um grave acidente no Grande Prêmio de San Marino de 1989, assinou para correr na McLaren no contexto da Rivalidade Senna–Prost como substituto do francês, tornando-se amigo do piloto brasileiro. Retornou à Ferrari em 1993 e à Benetton em 1996, vencendo o Grande Prêmio da Alemanha de 1997, último triunfo de sua carreira e da equipe do clã Benetton. Enfim, Berger somou 12 poles e 10 vitórias em 210 grandes prêmios. Também encerram suas carreiras neste dia o japonês Ukyo Katayama e o argentino Norberto Fontana. Ainda sobre a Benetton, esta será a última corrida de Flavio Briatore como chefe da equipe, a qual será comandada por David Richards.
Na seara das efemérides, esta foi a última corrida dos motores V-8 até o Grande Prêmio do Barein de 2006, e a última com pneus slick até o Grande Prêmio da Austrália de 2009. Ademais, o próximo canadense a marcar uma pole position foi Lance Stroll com a Racing Point no Grande Prêmio da Turquia de 2020, e o último empate nos treinos aconteceu na primeira fila do Grande Prêmio do Canadá de 2024, entre George Russell e Max Verstappen, pilotos da Mercedes e Red Bull, respectivamente.

### Dry Sack, a curva da infâmia

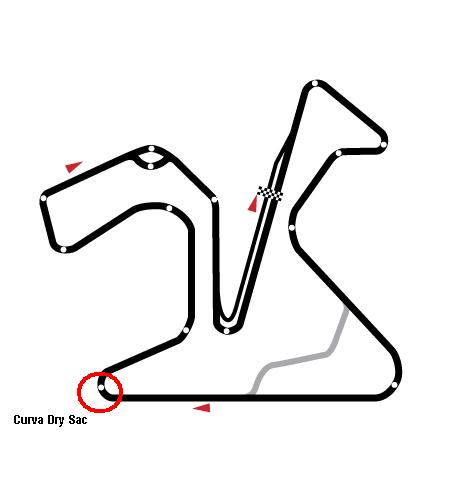
Dry Sac, onde Jacques Villeneuve e Michael Schumacher bateram na volta 48.

Erro, hesitação, medo de acidente ou questão de estratégia. Não se sabe a razão, mas o fato é que a pole position de Villeneuve não teve serventia, pois ele foi superado por Schumacher na largada. Cauteloso e literalmente febril, o canadense deixou seu companheiro de equipe tomar o segundo lugar e perseguir a Ferrari visando desgastá-la ou induzir o alemão vermelho ao erro, mas este impôs quase dois segundos de vantagem sobre Frentzen ao final da primeira volta. Examinando as imagens da largada, nota-se a melhor tração da Ferrari no momento do arranque, pois o bólido de Maranello largou com pneus novos enquanto seu concorrente optou por compostos usados. Durante as seis primeiras voltas, a diferença em prol de Schumacher manteve-se em torno de dois segundos, embora tanto Frentzen quanto Villeneuve fossem rápidos o bastante para acompanhar o ritmo de seu adversário comum. Todavia, como Frentzen não representava uma ameaça efetiva ao líder da prova, Villeneuve reassume a vice-liderança no oitavo giro, a mais de quatro segundos da Ferrari. Ávido pela ultrapassagem, o filho de Gilles Villeneuve imprimiu um ritmo forte à sua pilotagem, não descontando, porém, mais que alguns décimos de segundo.
Resoluto, Schumacher ampliou a diferença para mais de cinco segundos antes de fazer seu pit stop na vigésima primeira volta, pouco antes de Villeneuve. Na volta à pista, Frentzen e Hakkinen estavam adiante de Schumacher, com a McLaren de Coulthard em quarto por algum tempo antes deste ir para os boxes e Villeneuve assumir essa posição, a menos de meio segundo de Schumacher. Quando Frentzen seguiu rumo ao pit lane, este diferença dobrou porque a Williams de Villeneuve resvalou na terra e levantou poeira na caça à liderança defendida por Schumacher. A partir da volta vinte e oito, os retardatários entraram em cena, reduzindo-se a diferença para menos de um segundo até que, na volta trinta e um, a Sauber de Norberto Fontana abriu passagem para a Ferrari de Schumacher quase instantaneamente, mas bloqueou a Williams de Villeneuve de modo acintoso, aumentando a diferença em favor do alemão de oito décimos para mais de três segundos! Prejudicado, Villeneuve extraiu toda a velocidade do seu carro, reduzindo sua desvantagem para um segundo e meio na trigésima oitava passagem, antes de alcançar uma nova fileira de retardatários. Em certo momento, a diferença entre os líderes caiu para um segundo, mas aumentou sete décimos em razão do tráfego.
Com pista livre, Schumacher pisa no acelerador e impõe uma diferença de dois segundos em relação a Villeneuve. Entre eles, o alemão é o primeiro a fazer mais um pit stop na volta quarenta e três, pouco antes do canadense, mas este voltou à pista em terceiro lugar, tendo Coulthard entre ele e o líder Schumacher. Disposto a não causar embaraço, o britânico da equipe prateada foi para os boxes na volta quarenta e cinco, deixando os candidatos ao título a dois segundos e meio de distância, margem reduzida para um segundo em razão do bom rendimento da Williams de Villeneuve. Guarnecido pelo terceiro lugar de Frentzen, o canadense acelerou sem ressalvas e logo estava a apenas quatro décimos da Ferrari. Aproveitando a melhor aderência ocasionada por seus pneus, o melhor equilíbrio do carro e a aceleração proporcionada pela reta que antecede a curva Dry Sack, Villeneuve mergulhou por dentro na freada e pôs duas rodas na zebra a fim de ultrapassar mas, ao perceber a manobra, Schumacher jogou o carro em cima do adversário e nisso a roda dianteira direita da Ferrari bateu entre as rodas da Williams e em poucos segundos Schumacher atolou na caixa de brita enquanto Villeneuve seguiu em frente, temendo a extensão dos danos em seu carro.
Capturado em sua própria armadilha, Schumacher revolveu terra e levantou poeira à beira da pista acelerando a Ferrari sem tirá-la da área de escape. Ainda usando capacete, deixou o local e subiu numa motoneta para voltar aos boxes, onde torceria por uma quebra do rival, afinal a batida aconteceu na volta quarenta e oito e o bólido do canadense poderia não resistir às sessenta e nove voltas previstas. Sabendo disso, a Williams examinou a telemetria a pedido de Villeneuve e constatou que a suspensão do FW19 não sofreu avarias e tão absorta estava a equipe de Grove que nem perceberam um erro de Heinz-Harald Frentzen: num lance não captado pela televisão, ele parou nos boxes da Benetton na volta quarenta e nove antes de dirigir-se para o local correto. Alegando ter sido "ofuscado pelo sol", o alemão caiu da vice-liderança para o sexto lugar. Dois giros mais tarde, Jock Clear, engenheiro de corrida responsável por Villeneuve, informou ao piloto que os danos em seu carro não eram graves, embora o líder da corrida relatasse vibrações no maquinário.
O gesto tresloucado de Michael Schumacher fez dele o quinto e último piloto a abandonar a prova. Antes, falhas mecânicas deixaram Damon Hill pelo caminho em sua despedida da Arrows, mesmo destino de Ralf Schumacher (futuro companheiro de Hill na Jordan) e dos brasileiros Rubens Barrichello (Stewart) e Pedro Paulo Diniz (segundo piloto da Arrows).

### Jacques Villeneuve campeão
Embora não pareça, a manobra suja de Schumacher na Dry Sack foi decisiva para que Villeneuve conquistasse o seu título mundial, pois o risco assumido pelo canadense em sua tentativa de ultrapassagem foi desmedido, mas valia a pena. "Ainda bem que ele fez aquilo, senão eu iria passar reto na curva! Ele me fechou e o toque me ajudou a ficar na pista!", disparou o filho de Gilles Villeneuve em sua franqueza habitual ao comentar o lance vinte anos depois do ocorrido. Nos primeiros instantes após o choque, enquanto a Williams checava a telemetria para avaliar o estado do carro de Villeneuve, este permitiu a si mesmo um instante de alegria: "Lembro de ter olhado para ele. Lembro de estar freando e o vendo de pé, atrás do muro, me observando. Essa imagem realmente me marcou. Eu estava rindo, estava feliz".
Quando foi abalroado, Villeneuve estava quinze segundos à frente de Coulthard, mas a força da batida provocada por Schumacher fez a Williams girar quatro segundos mais devagar em relação aos carros da McLaren, pois Häkkinen também apertou o ritmo e conforme as voltas seguiam, os carros prateados de Woking descontavam em torno de um segundo por volta em relação ao líder. As imagens da transmissão indicavam o funcionamento normal do carro azul e branco de Villeneuve, ainda assim, as conversas entre Frank Williams e Patrick Head captadas pelas câmeras de TV indicavam, no mínimo, uma "atenção redobrada" ao que se passava. Na volta sessenta e quatro, o canadense deixou-se ultrapassar pelo retardatário Shinji Nakano, da Prost, e logo depois fez uma volta quase três segundos mais lenta que Coulthard, o vice-líder.
Menos de dois segundos separavam Villeneuve e Coulthard e o britânico tinha Häkkinen a um segundo de si, enquanto a Ferrari de Irvine, a Benetton de Berger e a Williams de Frentzen estavam duelando desde a infame volta quarenta e oito num ritmo intenso a ponto de aproximá-los dos três primeiros, criando um cenário relativamente imprevisível para o desfecho da corrida. Em certo momento, a Jordan do retardatário Giancarlo Fisichella posicionou-se entre Villeneuve e os bólidos da McLaren, mas o rendimento da equipe de Ron Dennis indicava um desfecho óbvio e nisso Coulthard cedeu sua posição a Häkkinen, mediante ordens de equipe, na abertura do sexagésimo sétimo giro. Avesso aos riscos, Villeneuve não se opôs quando o finlandês o superou próximo à chicane Ayrton Senna, e ao perder estabilidade e sentir o carro "balançar" com a rápida aproximação de Coulthard, o piloto da Williams nada fez quando seu rival britânico o sobrepujou na última curva antes da linha de chegada, mas o canadense garantiu o terceiro lugar e com ele o título mundial.
"Diminuí o ritmo para preservar o carro. O suporte que segurava a bateria tinha quebrado, então ela estava presa apenas por dois cabos elétricos, e estava balançando. Mas fui mais devagar, freava mais cedo, não acelerava tudo, evitava as zebras. Foi isso que me permitiu terminar o GP", declarou o piloto da Williams ao descrever sua estratégia e confirmar as impressões de quem assistia a corrida pela televisão.
Altivo, Mika Häkkinen comemorou sua primeira vitória e a primeira de um finlandês na Fórmula 1 desde Keke Rosberg no Grande Prêmio da Austrália de 1985, além do mais, o segundo lugar de David Coulthard garantiu a primeira dobradinha ao time de Woking desde a vitória de Gerhard Berger e o segundo lugar de Ayrton Senna no Grande Prêmio do Japão de 1991 (onde o brasileiro foi tricampeão) e a primeira dobradinha com os motores Mercedes, com Jacques Villeneuve representando a Williams. Quarto colocado, o austríaco Gerhard Berger encerrou sua carreira de forma digna para si mesmo e a Benetton ao superar a Ferrari de Eddie Irvine nos metros finais da contenda, restando a Williams de Heinz-Harald Frentzen em sexto lugar. Graças à mixórdia ocorrida na última volta, menos de cinco segundos separaram os componentes da zona de pontuação. Mika Häkkinen, David Coulthard e Jacques Villeneuve subiram ao pódio e nele a fleuma da ocasião foi entremeada pelo sorriso do canadense, campeão mundial de pilotos com 81 pontos, enquanto a Williams somou 123 pontos, tornando-se recordista de títulos entre os construtores com nove troféus.
Ao final da cerimônia, na qual esteve presente Max Mosley, presidente da FIA, os pilotos da McLaren puseram Jacques Villeneuve sobre seus ombros e este ergueu os braços em sinal de vitória, exalando alegria. "Estou aliviado. A comemoração de hoje será uma grande festa com a minha equipe". Ao reencontrar os seus, o campeão foi novamente erguido nos braços do time, com alguns integrantes usando perucas amarelas em alusão aos cabelos loiros do mesmo. Não sendo possível encontrar um local para comemorar, a festa do título aconteceu no bar do hotel de forma improvisada e divertida onde o campeão mundial atuou como garçom e também foi para detrás do balcão.
Primeiro canadense campeão mundial, Jacques Villeneuve, é também o primeiro originário da América do Norte e da América Anglo-Saxônica desde Mario Andretti em 1978 e o primeiro não europeu a conquistar o título desde 1991. Por fim, seu nome figura em dois grupos seletos: o de campeões de Fórmula 1 a vencer as 500 Milhas de Indianápolis, ao lado de Jim Clark, Graham Hill, Mario Andretti e Emerson Fittipaldi, e o de campeões a "unificar" os títulos da Fórmula 1 e Fórmula Indy, junto a Mario Andretti, Emerson Fittipaldi e Nigel Mansell.
"Foi uma temporada muito intensa, em que a sorte da Williams oscilou. Estávamos dois segundos por volta mais rápidos do que todos na primeira corrida em Melbourne, mas a Ferrari nos alcançou e até mesmo ficou à frente. Quando chegamos à decisão do título, sentimos que estávamos em desvantagem; éramos os azarões", comentou Villeneuve por ocasião do vigésimo aniversário de sua conquista, a qual foi devidamente enaltecida por ele. "Ao derrotar Michael Schumacher no título mundial de 1997, derrotei mais do que um piloto; derrotei o establishment. Foi assim que me senti depois de Jerez; todo mundo queria que a Ferrari ganhasse seu primeiro campeonato desde 79 e eu tinha vencido as probabilidades".

## Depois do título

### Invadindo a festa alheia
Comemorar um título mundial é a própria definição de merecimento e nas circunstâncias em que obteve o seu, a celebração de Villeneuve era digna de uma alegria redobrada. O clima festivo era envolvente a ponto de receber Michael Schumacher e a esposa entre os convivas e, apesar da surpresa inicial, tudo seguiu tão agradável quanto deveria, sem qualquer ressentimento pelo ocorrido na pista. "Michael apareceu com a esposa, usando uma daquelas perucas amarelas dos mecânicos da Williams. Ele nem estava hospedado nesse hotel, só apareceu. Veio até o bar onde eu estava, me abraçou, fez alguns coquetéis enquanto a esposa tirava fotos. Jogo limpo, o campeonato tinha acabado, vida que segue", disse Jacques Villeneuve ao comentar o episódio.
Uma semana depois, porém, Villeneuve foi surpreendido pela imprensa alemã que publicou uma das fotos tirada na festa com uma legenda absolutória em relação ao acidente na curva Dry Sack. Numa entrevista ao Bild em janeiro de 1998, o canadense mostrou-se irritado por, segundo ele, usarem seu momento de alegria e descontração, seu título mundial, como instrumento para captar uma imagem capaz de limpar a imagem de Schumacher de modo a proteger o alemão das críticas vindouras e, principalmente, de um veredicto condenatório da Federação Internacional de Automobilismo.
Embora tivesse perdoado o rival pela manobra tresloucada em Jerez, o filho de Gilles Villeneuve mostrou-se irredutível ao perceber a tapeação no qual tentaram envolvê-lo. "O que aconteceu depois disso me deixou furioso. Tivemos um encontro particular. A única foto que foi publicada nos jornais foi tirada pela esposa de Schumacher. Essa não é a maneira de se comportar. Continuo lendo todas essas citações de Michael dizendo que somos amigos. Mentiras. Já estou farto de todo esse palavreado sobre amizade. Isso está começando a me irritar. Não somos amigos e nunca seremos".

### Críticas proporcionais ao ardil
Garantido o seu lugar na História, o campeão mundial de 1997 recorreu ao deboche para descrever a felonia do adversário: "Não foi erro de cálculo. Ou o Michael estava com os olhos fechados ou sua mão escorregou do volante. Ele bateu tão forte que meu carro saiu do chão. Pensei que não conseguiria terminar a prova. Achei que a suspensão tinha quebrado". Após examinarem a questão, os comissários da FIA decidiram tratar-se de um "incidente de corrida", motivo pelo qual a decisão de Paul Gutjahr, Jacques Regis e Javier Conesa foi vaiada de forma estrepitosa na sala de imprensa. Por falar nos mass media, a tônica dos mesmos foi de condenação ao ocorrido. Em Bonn, o General-Anzeiger foi sucinto: "Com uma manobra torpe e anti-esportiva (sic), Michael Schumacher converte seu rival Jacques Villeneuve em campeão mundial". Para o Bild, "Schumacher foi o culpado pelo acidente. Ele apostou alto e perdeu tudo – o campeonato mundial e sua reputação para o fair play. Não há dúvida de que ele queria eliminar Villeneuve". Já o Frankfurter Allgemeine o classificou como "um kamikaze sem honra".
Compassivo, o presidente da Ferrari, Luca di Montezemolo, salientou que "Schumacher errou como qualquer ser humano às vezes erra", mas segundo a manchete do Corriere dello Sport, "Schumacher precisa pedir perdão", enquanto La Gazzetta dello Sport definiu tudo com um pronome, um substantivo e um apelido: "Que estupidez, Schumi". Cheio de mesuras sobre a própria conduta, o germânico declarou: "Eu sou humano como todo mundo e infelizmente cometi um erro. Não cometo muitos, mas desta vez aconteceu". Embora indulgente, esta frase representa um recuo, pois antes ele "não via razão nenhuma para se desculpar" e "faria tudo de novo se estivesse na mesma situação". Evocando 1994, o britânico Daily Mail sentenciou que o piloto da Ferrari "perdeu o último vestígio da sua reputação de desportista". Na mesma linha, o The Times disse que o piloto "sacrificou a sua reputação com um ato de tamanho cinismo que lhe negou-lhe o direito a qualquer simpatia".
No Brasil, país de imigração italiana, a manobra do alemão mereceu uma crítica de Armando Nogueira: "Michael Schumacher me saiu um moço de baixa extração. O que ele fez na corrida de Jerez é, simplesmente, inconcebível". Menos escorreito, Mário Andrada e Silva, colega de Armando Nogurira no Jornal do Brasil, escreveu que o piloto da Ferrari "se comportou como o Dick Vigarista", o vilão trapaceiro do desenho Corrida Maluca.
"Claramente, todos acham que Michael tentou fazer algo deliberado para impedir que Jacques o ultrapassasse. Certamente essa é a minha opinião ao assistir o vídeo. Michael fez algo tão flagrante que realmente manchou sua grande reputação. O que ele fez na última corrida anulou todo o bom trabalho que ele havia feito durante a temporada", afirmou Damon Hill, vítima de Schumacher na Austrália em 1994. Não passou incólume pela análise do filho de Graham Hill, a triste ocorrência de quatro acidentes em nove decisões de título: "Não estou interessado em acertar contas ou me gabar do que aconteceu. Acho que a questão mais séria é a credibilidade da Fórmula 1. Temos inconsistências. Punições draconianas são aplicadas a pessoas por fazerem algo que parece bastante inócuo e, em outras ocasiões, nada é feito. Enquanto nada for feito, esse tipo de incidente continuará a acontecer".

### Punição ambígua ao infrator
Em regra, discussões como essas têm por hábito desvanecer com o passar dos dias, mesmo alimentada pela imprensa. O teor das manchetes, entretanto, mostra que o público da Fórmula 1 não é mais tão leniente com as "decisões por acidente" e por esta razão a FIA convocou Michael Schumacher a fim de tratar sobre o ocorrido no Grande Prêmio da Europa. Punir é intrínseco ao automobilismo, e o mais rigoroso castigo aconteceu em 18 de julho de 1984, quando a Tyrrell foi excluída do mundial em curso por utilizar, ilegalmente, esferas de chumbo como lastro no tanque de gasolina. Tanto os pilotos (Martin Brundle e Stefan Bellof) quanto a equipe perderam os pontos e seus rivais subiram uma posição na tabela a cada corrida. Precedente há, mas a Ferrari é poderosa o bastante para resistir ao tacão da FIA, ou seja: Max Mosley que recorra aos sursis e preserve sua autoridade.
Antiguidade é posto, e na Fórmula 1 ninguém está adiante da Ferrari, daí a curiosidade acerca do veredicto da FIA sobre Jerez. O artigo 123 do Código Desportivo Internacional tem por escopo uma diretriz: a equipe inscrita na competição será responsável por todos os atos ou omissões por parte dos pilotos e neste ponto Schumacher alegará não ter nada contra si, pois os comissários classificaram sua manobra contra Villeneuve como um "incidente de corrida". Outro dado a favor do tedesco será a presença da Ferrari (na pessoa de seu diretor esportivo, Jean Todt) entre os votantes no Conselho Mundial da FIA, direito reservado à mais antiga equipe de Fórmula 1. Nesta versão moderna da Travessia do Rubicão, uma crítica do La Stampa, jornal da família Agnelli, reforçou a tese de punição a Schumacher: "A sua imagem de campeão foi destruída, como um vidro atingido por uma pedra". A dúvida é saber até onde a FIA estava disposta a ir e o quanto a Ferrari poderia suportar.
Julgado em 11 de novembro de 1997, Michael Schumacher foi condenado e absolvido na mesma sentença. "Tínhamos de decidir se a atitude de Schumacher havia sido intencional ou não. Concluímos que sim, mas concluímos também que ele agiu instintivamente, que não premeditara o acidente. Por isso, castigar financeiramente ou com uma suspensão, não teria sido justo", declarou Mosley à imprensa. No veredicto exarado, Schumacher foi culpado pelo acidente contra Villeneuve na curva Dry Sack na quadragésima oitava volta do Grande Prêmio da Europa e por isso desclassificado do mundial de 1997 nos compêndios da FIA e cada piloto atrás do ferrarista ascendeu uma posição na tabela, motivo pelo qual Heinz-Harald Frentzen, da Williams, foi reconhecido como vice-campeão mundial. No entanto, as bizarrices por trás da decisão logo vieram a público: a punição a Schumacher não foi estendida à Ferrari (mantida como vice-campeã de construtores com 102 pontos) e o alemão manteve seus resultados para fins estatísticos, tudo conquistado na pista por ele continua valendo, mesmo desclassificado. Ao não invocar o artigo 123, a FIA ignorou as próprias regras, sujeitando-as a um "exame de conveniência".
“O mais importante de tudo é que isso envia uma mensagem a todos os pilotos, em todos os níveis do esporte, de que se você fizer algo que não deveria e um campeonato estiver em questão, você será excluído desse campeonato e não poderá ganhar nada por se envolver em um ato ilegítimo”, disse Max Mosley ao defender a sentença aplicada ao piloto alemão. Para o dirigente, o cerne da questão é simples: banir ou multar um competidor após a conquista do título seria inócuo diante do fato consumado. Campeão mundial na pista, Villeneuve também o seria caso a batida em Jerez favorecesse Schumacher, que sairia de mãos vazias por sua trapaça, evitando as sensações de injustiça e impunidade. Porém, mesmo na Alemanha, a imprensa criticou o desfecho do caso. Em uma abordagem incisiva, o Frankfurter Allgemeine lembrou a efetividade da punição a Villeneuve em Suzuka, ressaltando, em sua visão, que Schumacher saiu impune. “Foi um comportamento ilógico. Eles aplicaram uma penalidade ridícula. Schumacher não poderia se importar menos em fazer algumas horas de cursos de segurança no trânsito e perder seu segundo lugar este ano. Por que a FIA não o suspendeu para o próximo ano?”, cravou o jornal. Também indignada, a imprensa do Reino Unido ecoou reprovações, conforme o The Daily Telegraph e o Daily Mail, mas veio do The Sun a mais ácida manchete: “Continue batendo”.
Condenar, ou absolver, Michael Schumacher, suportando o peso de tal decisão, teria sido mais digno para a FIA e a credibilidade da Fórmula 1 e inteligível para o público. Escolher uma solução intermediária resultou num teatro eufemista, tanto que a manobra definida em julgamento como "deliberada" e "não premeditada" foi redefinida como "instintiva" e "não intencional" num comunicado emitido pela Ferrari após o julgamento e finalizado nos seguintes termos: "Olhamos para o futuro depois de uma temporada magnífica". Para Mosley, não seria justo suspender Schumacher ou multá-lo. "Conquistar o segundo lugar no campeonato mundial da FIA é algo impressionante e perder este título uma punição muito séria", disse o cartola britânico. Como que em uníssono, Schumacher ensaiou sua contrição: "Aceito obviamente a penalidade. Perder o meu segundo lugar representa uma decisão muito dura tanto para mim quanto para a Ferrari. Tenho que admitir que cometi um erro e por isso aceito o castigo".
Após a sentença, a única obrigação do germânico seria participar (por sete dias) de uma campanha em prol da segurança nas rodovias europeias, contudo ele sofreu um constrangimento em janeiro de 1998, quando uma denúncia de um morador de Frankfurt acerca do acidente causado contra Villeneuve em Jerez levou o procurador Hans Bernhard Jansen a abrir uma investigação criminal contra Schumacher por tentativa de homicídio. De acordo com as autoridades alemãs, tal ação logo foi arquivada por "não ter sentido".

### Acordo Williams – McLaren
Outro assunto levado ao Conselho Mundial da FIA além do relativo a Michael Schumacher, foi a denúncia de conluio entre Williams e McLaren para definir o resultado do Grande Prêmio da Europa. Publicada pelo The Times, a malsinação tem origem nas conversas pelo rádio entre Jacques Villeneuve e o engenheiro Jock Clear. Nelas, a preocupação da Williams não dizia respeito aos carros de Ron Dennis e sim à Ferrari de Eddie Irvine, mais veloz que Villeneuve e a apenas cinco segundos deste na parte final da prova espanhola, mas como o britânico estava atrás de Mika Häkkinen e David Coulthard, nada poderia fazer para ameaçar o título do canadense. Mesmo com a troca de posições na última volta, Irvine não foi capaz de ultrapassar os bólidos da McLaren e ainda perdeu o quarto lugar para a Benetton de Gerhard Berger devido à presença entre eles do retardatário Giancarlo Fisichella, da Jordan, com Heinz-Harald Frentzen em sexto lugar, a oito décimos de Irvine.
Em meio às gravações, a única frase "chamativa" partiu de Jock Clear, para quem Häkkinen foi "muito útil" naquele contexto, além de outro trecho onde piloto e engenheiro dão a entender que ambos discutiram a possibilidade de deixar os carros prateados passarem e Villeneuve conquistar o título com um terceiro lugar, afinal o filho de Gilles Villeneuve poderia sofrer um acidente ao opor-se à dupla da McLaren e perder o título mundial. Este cenário catastrófico quase tornou-se realidade quando Häkkinen ultrapassou Villeneuve na última volta e o carro da Williams derrapou quando estava prestes a ser sobrepujado por Coulthard, caindo do primeiro para o terceiro lugar nos metros finais da prova, sendo esta a consumação de uma tese segundo a qual era melhor deixar a dupla da McLaren passar e com isso garantir o campeonato. Não houve ilicitude no material analisado pelo Conselho Mundial da FIA, tomando por base as palavras de Max Mosley: "Segundo a gravação, a única preocupação da Williams era determinar a Villeneuve que se preocupasse apenas em concluir a prova".
Questionado sobre o julgamento, Ron Dennis afirmou: "Estou extremamente desapontado que um jornal de tamanho prestígio possa publicar uma história não apoiada pelos fatos. Parece ser uma tentativa deliberada de manchar a imagem de muito sucesso da Williams e da McLaren". O dirigente britânico expressou-se forma decidida ao reafirmar a inexistência de "conluio", entretanto uma entrevista de David Coulthard à revista Autosport em 2014 revelou, ao menos, um "acordo de cavalheiros" entre o chefão da McLaren e Frank Williams. "Ron [Dennis] fez o acordo com Frank [Williams], do qual nenhum de nós sabia na época, que, se ajudássemos a Williams a bater a Ferrari, eles não ficariam em nosso caminho e ajudariam a McLaren. Ron provavelmente negaria esta história até hoje, mas foi isso o que aconteceu".
Embora as declarações de Coulthard tenham valor histórico, não foram as únicas neste sentido: em 2006, o argentino Norberto Fontana admitiu ao Olé que bloqueou Jacques Villeneuve propositadamente após receber uma ordem de Jean Todt antes do Grande Prêmio da Europa, horas antes da corrida. Disse o então piloto da Sauber que, ao chegar ao motorhome do time suíço, o diretor-geral da Ferrari foi categórico: Fontana deveria bloquear Villeneuve caso cruzasse com ele na pista. Obediente, ele tolheu a Williams de Villeneuve por algum tempo após dar passagem à Ferrari de Schumacher. "Fechei-o durante três ou quatro curvas, também prejudicando a mim. Nem Schumacher, nem Todt, me agradeceram". Ao tomar conhecimento das assertivas de seu ex-funcionário, Peter Sauber negou que a Ferrari desejasse obstruir os adversários do germânico naquele dia, embora os acontecimentos na pista deem às palavras do argentino um tom de veracidade.

### Jerez fora do calendário
Palco de uma decisão eletrizante, o Circuito de Jerez deixou o calendário da Fórmula 1 por uma razão insólita. Antes da cerimônia de premiação, combinou-se que os escolhidos para entregar os troféus dependeriam do resultado final da prova para serem os dignitários da etapa. Presidente da Daimler-Benz, Jürgen Schrempp, não premiaria Villeneuve e a Williams caso vencessem, devido a ligação dos mesmos com a Renault. Entretanto, a dobradinha entre Häkkinen e Coulthard no final da prova permitiria que Schrempp entregasse o troféu para o vencedor da corrida ou seu companheiro de equipe, bem como para a McLaren, empurrada por motores Mercedes, porém a entrega das taças ignorou as mudanças na pista e Schrempp serviu apenas como um figurante de luxo. Segundo testemunhas, Mosley aborreceu-se a ponto de gritar com Pedro Pacheco, o prefeito de Jerez de la Frontera, culpando-o pelo erro. "A interrupção causou embaraço e inconveniência para aqueles que entregaram os troféus e, portanto, nenhuma outra etapa do Campeonato Mundial de Fórmula 1 da FIA será realizada no Circuito de Jerez", declarou a FIA em comunicado oficial, dias depois. Sob o olhar de Pacheco, foi um "ultraje", mas desde então, apenas testes de inverno aconteceram por lá, prática encerrada em 2015.
Três anos depois, o local foi renomeado "Circuito de Jerez – Ángel Nieto", em homenagem a Ángel Nieto, piloto do Campeonato Mundial de Motovelocidade, onde auferiu seis títulos nas 50cc e sete títulos na Moto3. Outra homenagem ocorreu em 2019, quando a curva Dry Sack recebeu o nome de "Pedrosa", numa referência a Daniel Pedrosa, campeão mundial na Moto3 e bicampeão na Moto2. No mandato de Jean Todt como presidente da FIA, a volta de Jerez à Fórmula 1 chegou a ser especulada.

## Marcas do tempo

### Williams, do auge ao declínio

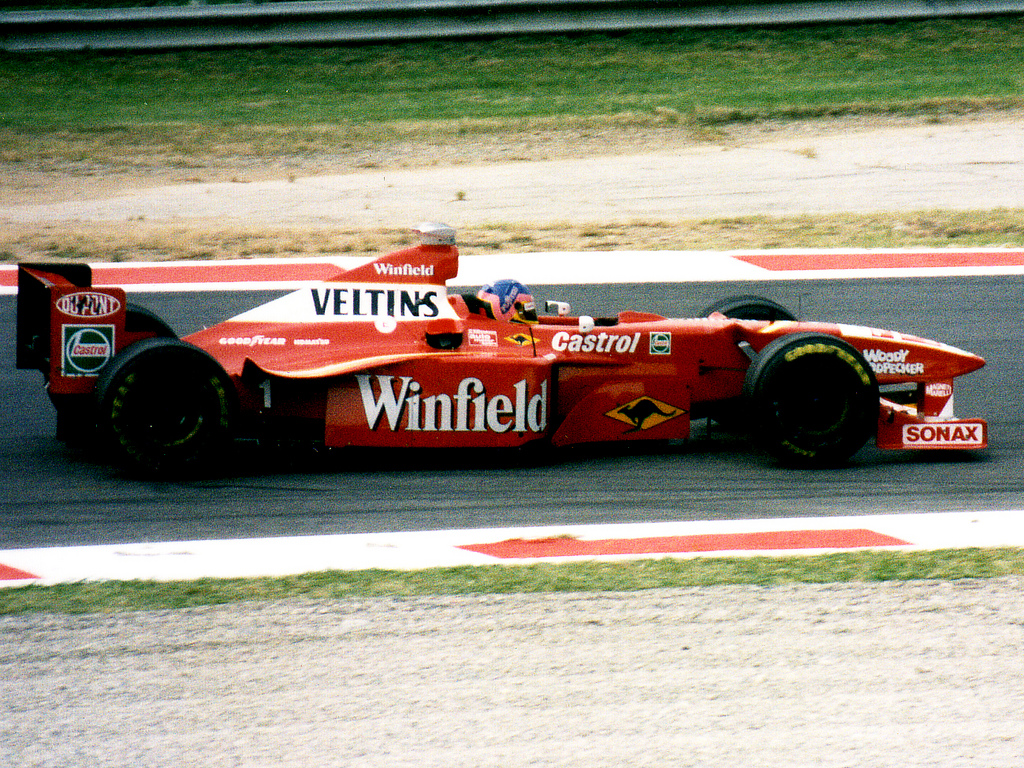
Jacques Villeneuve guiando o FW20 no Grande Prêmio da Itália de 1998

Jacques Villeneuve e Heinz-Harald Frentzen continuaram na Williams em 1998, ano que a British American Tobacco trocou o azul da Rothmans pelo vermelho da Winfield, mas sem o projetista Adrian Newey e a Renault, embora utilizasse os motores franceses rebatizados como Mecachrome. Mesmo sem vencer nenhuma corrida, a Williams foi a terceira colocada no mundial de construtores e no mundial de pilotos Villeneuve foi o quinto e Frentzen o sétimo num ano onde McLaren e Ferrari dominaram o campeonato. O desempenho da equipe foi igualmente modesto no ano seguinte, embora tenha contratado Alessandro Zanardi, campeão da Championship Auto Racing Teams pela Chip Ganassi em 1997 e 1998. Mesmo graduado, o italiano não marcou nenhum dos pontos da equipe, impulsionada pelo motor Renault através da Supertec. 
A Williams recuperou prestígio no início do Século XXI, impulsionada pela BMW (fornecedora da equipe entre 2000 e 2005) e o bom desempenho de nomes como Ralf Schumacher e Juan Pablo Montoya. O fim do contrato entre a montadora alemã e a equipe de Grove levou a mesma a alternar-se entre Cosworth e Toyota antes de voltar à Renault, num interregno onde Rubens Barrichello deu lugar a Bruno Senna e Pastor Maldonado conquistou a última vitória da equipe no Grande Prêmio da Espanha de 2012. Um ano depois, Claire Williams tornou-se vice-diretora da equipe fundada por seu pai.

## Classificação da prova

### Treino oficial
| Pos.                      | Nº | Piloto                | Construtor        | Tempo    | Dif.    |
| ------------------------- | -- | --------------------- | ----------------- | -------- | ------- |
| 1                         | 3  | Jacques Villeneuve    | Williams-Renault  | 1:21.072 | —       |
| 2                         | 5  | Michael Schumacher    | Ferrari           | 1:21.072 | + 0.000 |
| 3                         | 4  | Heinz-Harald Frentzen | Williams-Renault  | 1:21.072 | + 0.000 |
| 4                         | 1  | Damon Hill            | Arrows-Yamaha     | 1:21.130 | + 0.058 |
| 5                         | 9  | Mika Häkkinen         | McLaren-Mercedes  | 1:21.369 | + 0.297 |
| 6                         | 10 | David Coulthard       | McLaren-Mercedes  | 1:21.476 | + 0.404 |
| 7                         | 6  | Eddie Irvine          | Ferrari           | 1:21.610 | + 0.538 |
| 8                         | 8  | Gerhard Berger        | Benetton-Renault  | 1:21.656 | + 0.584 |
| 9                         | 14 | Olivier Panis         | Prost-Mugen/Honda | 1:21.735 | + 0.663 |
| 10                        | 7  | Jean Alesi            | Benetton-Renault  | 1:22.011 | + 0.939 |
| 11                        | 23 | Jan Magnussen         | Stewart-Ford      | 1:22.167 | + 1.095 |
| 12                        | 22 | Rubens Barrichello    | Stewart-Ford      | 1:22.222 | + 1.150 |
| 13                        | 2  | Pedro Paulo Diniz     | Arrows-Yamaha     | 1:22.234 | + 1.162 |
| 14                        | 16 | Johnny Herbert        | Sauber-Petronas   | 1:22.263 | + 1.191 |
| 15                        | 15 | Shinji Nakano         | Prost-Mugen/Honda | 1:22.351 | + 1.279 |
| 16                        | 11 | Ralf Schumacher       | Jordan-Peugeot    | 1:22.740 | + 1.668 |
| 17                        | 12 | Giancarlo Fisichella  | Jordan-Peugeot    | 1:22.804 | + 1.732 |
| 18                        | 17 | Norberto Fontana      | Sauber-Petronas   | 1:23.281 | + 2.209 |
| 19                        | 20 | Ukyo Katayama         | Minardi-Hart      | 1:23.409 | + 2.337 |
| 20                        | 21 | Tarso Marques         | Minardi-Hart      | 1:23.854 | + 2.782 |
| 21                        | 19 | Mika Salo             | Tyrrell-Ford      | 1:24.222 | + 3.150 |
| 22                        | 18 | Jos Verstappen        | Tyrrell-Ford      | 1:24.301 | + 3.229 |
| Limite dos 107%: 1:26.747 |    |                       |                   |          |         |
| Fontes:                   |    |                       |                   |          |         |

### Corrida
| Pos.    | Nº | Piloto                | Construtor        | Voltas | Tempo/Diferença  | Grid | Pontos |
| ------- | -- | --------------------- | ----------------- | ------ | ---------------- | ---- | ------ |
| 1       | 9  | Mika Häkkinen         | McLaren-Mercedes  | 69     | 1:38:57.771      | 5    | 10     |
| 2       | 10 | David Coulthard       | McLaren-Mercedes  | 69     | + 1.654          | 6    | 6      |
| 3       | 3  | Jacques Villeneuve    | Williams-Renault  | 69     | + 1.803          | 1    | 4      |
| 4       | 8  | Gerhard Berger        | Benetton-Renault  | 69     | + 1.919          | 8    | 3      |
| 5       | 6  | Eddie Irvine          | Ferrari           | 69     | + 3.789          | 7    | 2      |
| 6       | 4  | Heinz-Harald Frentzen | Williams-Renault  | 69     | + 4.537          | 3    | 1      |
| 7       | 14 | Olivier Panis         | Prost-Mugen/Honda | 69     | + 1:07.145       | 9    |        |
| 8       | 16 | Johnny Herbert        | Sauber-Petronas   | 69     | + 1:12.961       | 14   |        |
| 9       | 23 | Jan Magnussen         | Stewart-Ford      | 69     | + 1:17.487       | 11   |        |
| 10      | 15 | Shinji Nakano         | Prost-Mugen/Honda | 69     | + 1:18.215       | 15   |        |
| 11      | 12 | Giancarlo Fisichella  | Jordan-Peugeot    | 68     | + 1 volta        | 17   |        |
| 12      | 19 | Mika Salo             | Tyrrell-Ford      | 68     | + 1 volta        | 21   |        |
| 13      | 7  | Jean Alesi            | Benetton-Renault  | 68     | + 1 volta        | 10   |        |
| 14      | 17 | Norberto Fontana      | Sauber-Petronas   | 68     | + 1 volta        | 18   |        |
| 15      | 21 | Tarso Marques         | Minardi-Hart      | 68     | + 1 volta        | 20   |        |
| 16      | 18 | Jos Verstappen        | Tyrrell-Ford      | 68     | + 1 volta        | 22   |        |
| 17      | 20 | Ukyo Katayama         | Minardi-Hart      | 68     | + 1 volta        | 19   |        |
| Ret     | 5  | Michael Schumacher    | Ferrari           | 47     | Colisão          | 2    |        |
| Ret     | 1  | Damon Hill            | Arrows-Yamaha     | 47     | Câmbio           | 4    |        |
| Ret     | 11 | Ralf Schumacher       | Jordan-Peugeot    | 44     | Vazamento d'água | 16   |        |
| Ret     | 22 | Rubens Barrichello    | Stewart-Ford      | 30     | Câmbio           | 12   |        |
| Ret     | 2  | Pedro Paulo Diniz     | Arrows-Yamaha     | 11     | Spun off         | 13   |        |
| Fontes: |    |                       |                   |        |                  |      |        |

## Tabela do campeonato após a corrida
| Var.    | Pos. | Piloto                | Pontos |
| ------- | ---- | --------------------- | ------ |
| 1       | 1    | Jacques Villeneuve    | 81     |
| 1       | 2    | Michael Schumacher    | 78     |
|         | 3    | Heinz-Harald Frentzen | 42     |
| 1       | 4    | David Coulthard       | 36     |
| 1       | 5    | Jean Alesi            | 36     |
| Fontes: |      |                       |        |

| Var.    | Pos. | Construtor       | Pontos |
| ------- | ---- | ---------------- | ------ |
|         | 1    | Williams-Renault | 123    |
|         | 2    | Ferrari          | 102    |
|         | 3    | Benetton-Renault | 67     |
|         | 4    | McLaren-Mercedes | 63     |
|         | 5    | Jordan-Peugeot   | 33     |
| Fontes: |      |                  |        |

- Nota: Somente as primeiras cinco posições estão listadas e os campeões da temporada surgem grafados em negrito.